# NGC 7377
NGC 7377 is een balkspiraalstelsel in het sterrenbeeld Waterman. Het hemelobject werd op 13 oktober 1786 ontdekt door de Duits-Britse astronoom William Herschel.

## Synoniemen
- ESO 534-26
- MCG -4-53-38
- IRAS 22451-2234
- PGC 69733